# 34890 Vasikaran
34890 Vasikaran este o planetă minoră (asteroid) din centura de asteroizi. A fost descoperită pe 10 noiembrie 2001 la Experimental Test Site⁠(d) de Lincoln Near-Earth Asteroid Research. 
Obiectul prezintă o orbită caracterizată de o semiaxă mare de 2,4670984 UAi, o excentricitate de 0,08, o înclinație de 4,14936 ° în raport cu ecliptica.